# Kyrnasiwka
Kyrnasiwka (ukr. Кирнасівка) – osiedle typu miejskiego na Ukrainie w rejonie tulczyńskim obwodu winnickiego.

## Historia
W 1989 liczyło 5915 mieszkańców.
W 2013 liczyło 5283 mieszkańców.